# Mesembrina latreillii
Mesembrina latreillii är en tvåvingeart som beskrevs av Jean-Baptiste Robineau-Desvoidy 1830. Mesembrina latreillii ingår i släktet Mesembrina och familjen husflugor. Inga underarter finns listade i Catalogue of Life.